# Бутон

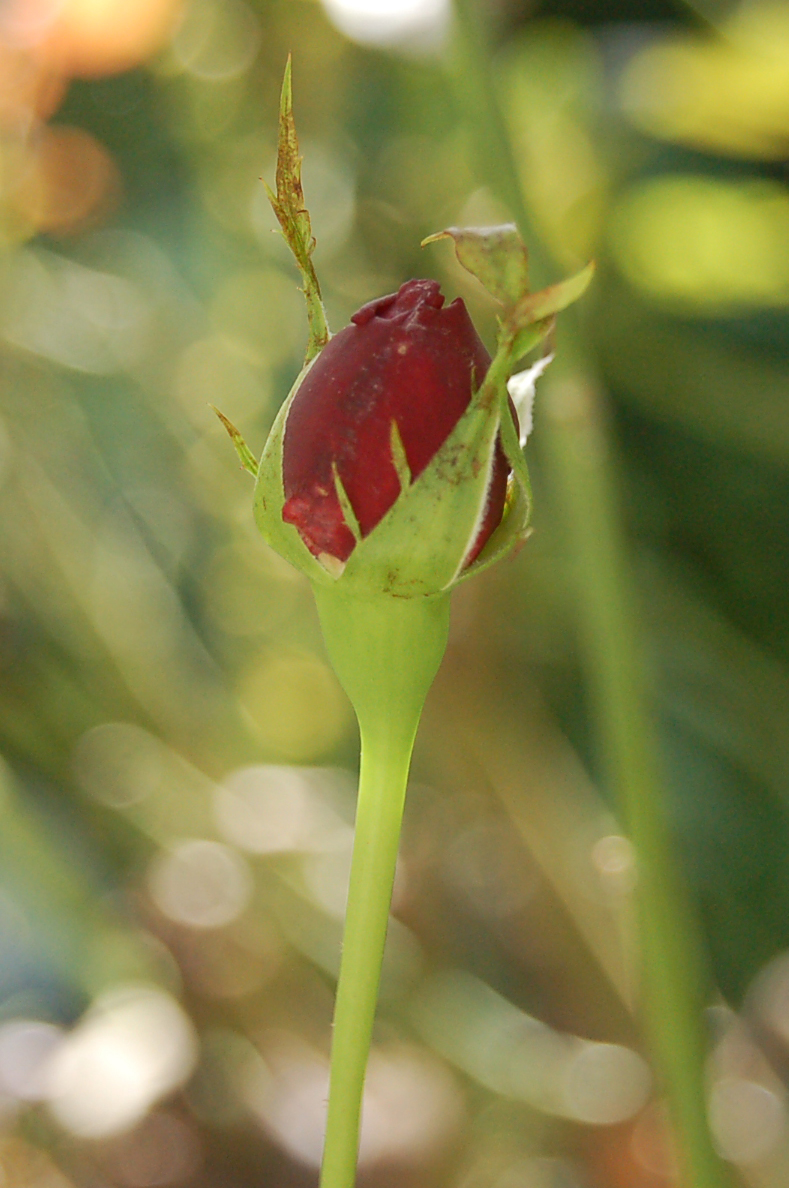
Брунька. Бутон троянди

Буто́н (фр. bouton — «ґудзик», «брунька»), або пу́п'янок, — квіткова брунька рослини, що після розпускання утворює квітку.
Бутон зазвичай більший за листкові бруньки і має більш притуплену верхівку. У бутоні всі частини квітки вже сформовані. За поперечними розрізами бутонів укладають діаграми квітки, що унаочнюють число і взаємне розташування окремих її частин. На бутонах також вивчають характер взаємного перекриття один одним чашелистків, пелюсток (будову бруньки) і їхній спосіб складання разом (будову листків). Ці ознаки відіграють роль у морфологічній характеристиці різних таксонів квіткових рослин.